# Cattedrale di Cerreto Sannita

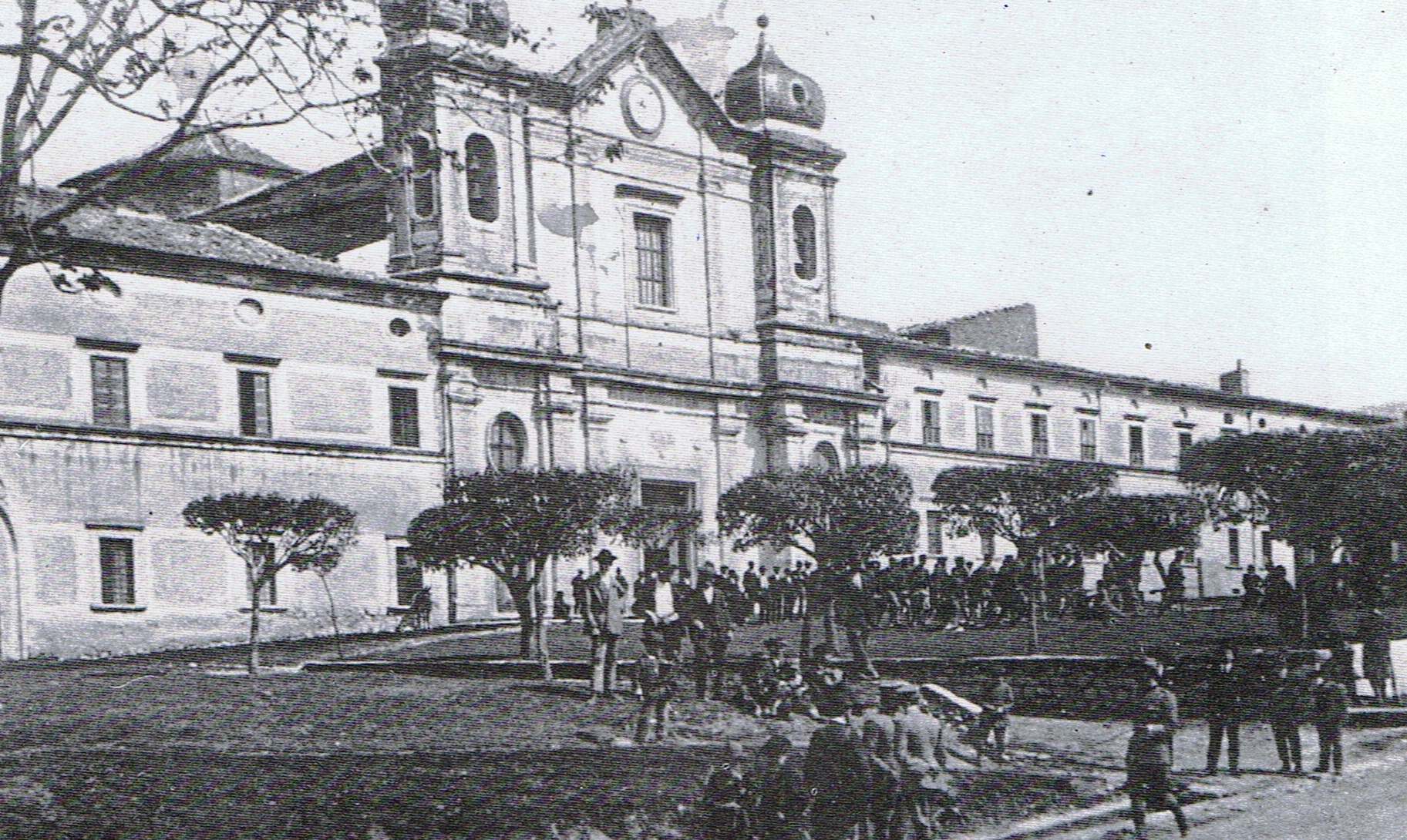
L'episcopio (a sinistra), la cattedrale (al centro) e il seminario diocesano (a destra) in una foto dei primi anni del XX secolo.

La cattedrale della Santissima Trinità è la chiesa cattedrale della diocesi di Cerreto Sannita-Telese-Sant'Agata de' Goti, situata nel centro storico di Cerreto Sannita.

## Storia

### La cattedrale nella vecchia Cerreto
In Cerreto antica, nella località "capo da fora" e a centoventicinque passi dal centro abitato, esisteva una chiesetta dedicata a san Leonardo che alla fine del XVI secolo fu scelta per ospitare il vescovo di Telese e i suoi canonici. Fu scelto questo luogo sacro perché non era di proprietà né del feudatario, né dell'Universitas ed era quindi libera da patronati al contrario delle altre architetture religiose di Cerreto.
Nel 1596 la chiesa di San Leonardo si presentava ad unica navata, dotata di tre altari e di un sotterraneo nel quale era sito un antico presepe e un sepolcro in marmo. Sull'architrave della porta di ingresso si leggeva "Hoc opus fecit Meulus de Antonio anno domini 1361 Permittente Domino Iacobo de Cerrito episcopo Thelesino" (edificato da Meulus de Antonio nell'anno del Signore 1361 sotto il governo di Giacomo da Cerreto, vescovo telesino). Di fianco all'oratorio era sito l'ospedale.
Nel 1610, nel sinodo diocesano che si tenne nella stessa chiesa di San Leonardo, si decise di ampliarla e di ripararla ove occorresse. Il Sinodo venne però disturbato dagli eletti dell'Universitas e da alcuni cerretesi, i quali asserivano che la chiesa era di patronato della civica amministrazione e che quindi non poteva essere adibita a cattedrale. Per questo motivo il vescovo mons. Giovanni Francesco Leone diffidò chiunque avesse impedito o molestato fabbri, operai e altre persone "che lavoreranno o fabbricheranno o daranno aggiusti a detta pia opera".
Nonostante 1.500 ducati spesi da mons. Leone per costruire una nuova sacrestia e un nuovo coro, nel 1616 l'architettura risultava ancora cadente come testimonia una relazione di mons. Sigismondo Gambacorta, che la trovò molto rovinata. Il vescovo, grazie alle elemosine dei cerretesi e alle multe pagate dai delinquenti giudicati dal Foro ecclesiastico, proseguì i lavori di ristrutturazione e ampliamento.
In un atto del 1619 rogato dal notaio Giulio Cesare Cappella vengono elencate tutte le suppellettili e i parametri sacri acquistati per la chiesa. Fra di essi sono elencate "quattro pianete, un calice d'argento con patena d'argento, un baciletto d'argento con ampolline di argento per uso delle messe, un paio di candelieri di argento, una sottotazza di argento con lo stemma del vescovo, una mitra preziosa ricamata di oro con perle, pietre e lo stemma del vescovo nelle fascette pendenti, un'altra mitra di seta, tre camici, un quadro con l'effigie della Madonna, due messali, due tonicelle ecc.".
Nel 1618 venne citato per la prima volta il coro, sito dietro l'altare maggiore, e costituito da sedili lignei lavorati con al centro la sedia episcopale. La sacrestia, composta da due ambienti, era comunicante con l'adiacente ospedale. All'ingresso della chiesa, a destra, era sito l'organo.
Nel 1638, oltre l'altare maggiore, erano stati costruiti altri dieci altari, di patronato di famiglie cerretesi. Vennero edificate anche tre cappelle: San Sebastiano, della famiglia Vetulo; San Dionisio, dei Mazzacane; San Carlo, dei Bruno.
Sul finire del suo mandato episcopale a Cerreto, il vescovo Pietro Paolo de Rustici, benedettino, progettò la demolizione di due cappelle per costruire al loro posto un cappellone dedicato a San Benedetto, dotandolo di numerose reliquie conservate in diverse sculture. Il progetto fu interrotto quando chiese e ottenne a dicembre 1643 di essere trasferito nella diocesi di Isernia. Il suo progetto fu portato a termine dal vescovo Domenico Cito.
Il terremoto del 5 giugno 1688 rase al suolo la chiesa.

### La cattedrale dopo il 1688

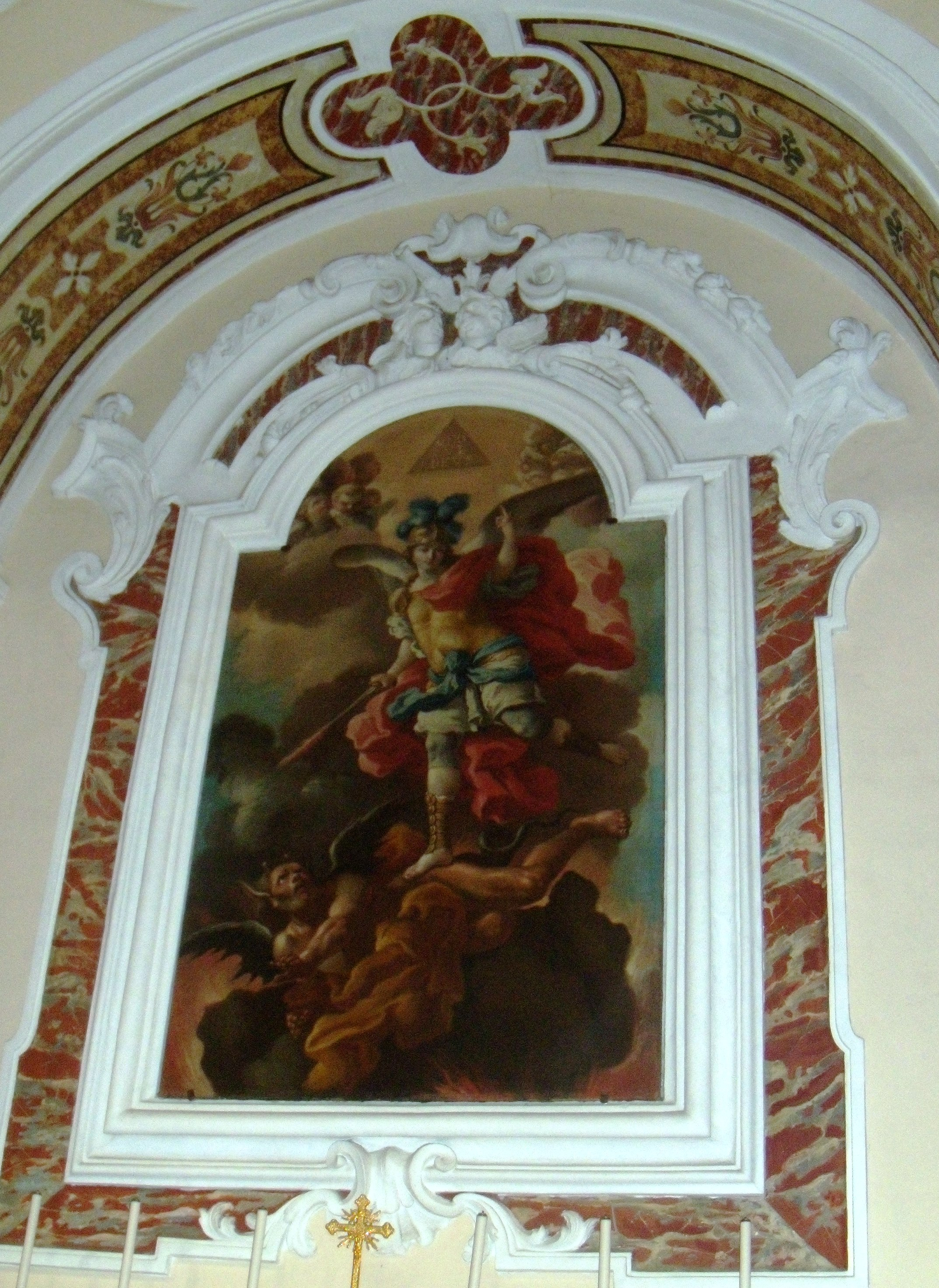
L'altare di San Michele Arcangelo.

Quattro mesi dopo il terremoto, nell'ottobre del 1688, il vescovo mons. Giovanni Battista de Bellis si recò fra i ruderi della vecchia chiesa cattedrale di San Leonardo per catalogare quanto era stato trovato fra le macerie: alcune statue mutile, dei piccoli quadri, qualche reliquiario, dei parametri sacri e una certa quantità di stagno proveniente dalle canne dell'organo.
I lavori per l'edificazione della cattedrale nel nuovo tessuto urbanistico di Cerreto iniziarono nel 1690, dopo che mons. De Bellis ebbe in dono da papa Alessandro VIII una certa somma di denaro per avviare il cantiere. Nel 1693, pochi mesi prima della sua morte, mons. De Bellis celebrò la prima messa nel "nuovo tempio" che corrisponde all'attuale navata sinistra. Il suo successore mons. Biagio Gambaro proseguì i lavori e, nonostante la chiesa fosse ancora incompleta, nel 1698 la consacrò nel giorno della festività della Santissima Trinità.
Nel 1702 venne venduta una vecchia lampada di argento e con i tredici ducati ricavati venne commissionata una tela raffigurante San Domenico Sorano, eseguita da Paolo De Falco. Nello stesso anno venne completato il campanile sovrastante la navata sinistra, fu acquistato un organo per quarantotto ducati e venne citato per la prima volta il coro.
Nel 1713 vennero approvati da mons. Gambaro gli "Statuti della Cattedrale" che disciplinavano l'organizzazione e il funzionamento del capitolo. Nel 1722 il nuovo vescovo mons. Francesco Baccari ricevette da papa Benedetto XIII trecento ducati per costruire le due navate rimanenti, cosa che avvenne nel 1727 anche grazie ad alcuni lasciti fra cui quello del canonico Bernardino Mazzarelli. Restavano da realizzare il transetto, il presbiterio e la sacrestia.
Il 29 settembre 1727, a causa di un difetto dei pilastri, crollarono la navata destra e la navata centrale da poco terminate. Mons. Baccari, senza più soldi per ricostruire le due navate crollate, pensò di trasferire la sede della Cattedrale nella collegiata di San Martino e di trasformare in collegiata la navata sinistra rimasta in piedi. Dopo un periodo di iniziale rassegnazione mons. Baccari riacquistò la perseveranza che lo aveva contraddistinto negli anni precedenti e nel 1729, approfittando di una visita del papa a Benevento, gli espose la vicenda chiedendogli un aiuto per avviare la ricostruzione. Il papa acconsentì alla richiesta e dal 1730 cominciarono i lavori di ricostruzione delle navate crollate e di completamento della parte restante dell'architettura.
Il cantiere terminò nel 1735, anno in cui vennero eseguite le stuccature e venne terminata la tettoia.
La cattedrale fu consacrata solennemente il 18 settembre 1740 da mons. Antonio Falangola.
Il successore di mons. Falangola, mons. Filippo Gentile, si adoperò per rinforzare la parete posteriore della chiesa e le mura della cappella del Sacramento. Fece eseguire l'organo, i sedili lignei del coro, la sedia episcopale e la tela dell'altare maggiore.

## Descrizione

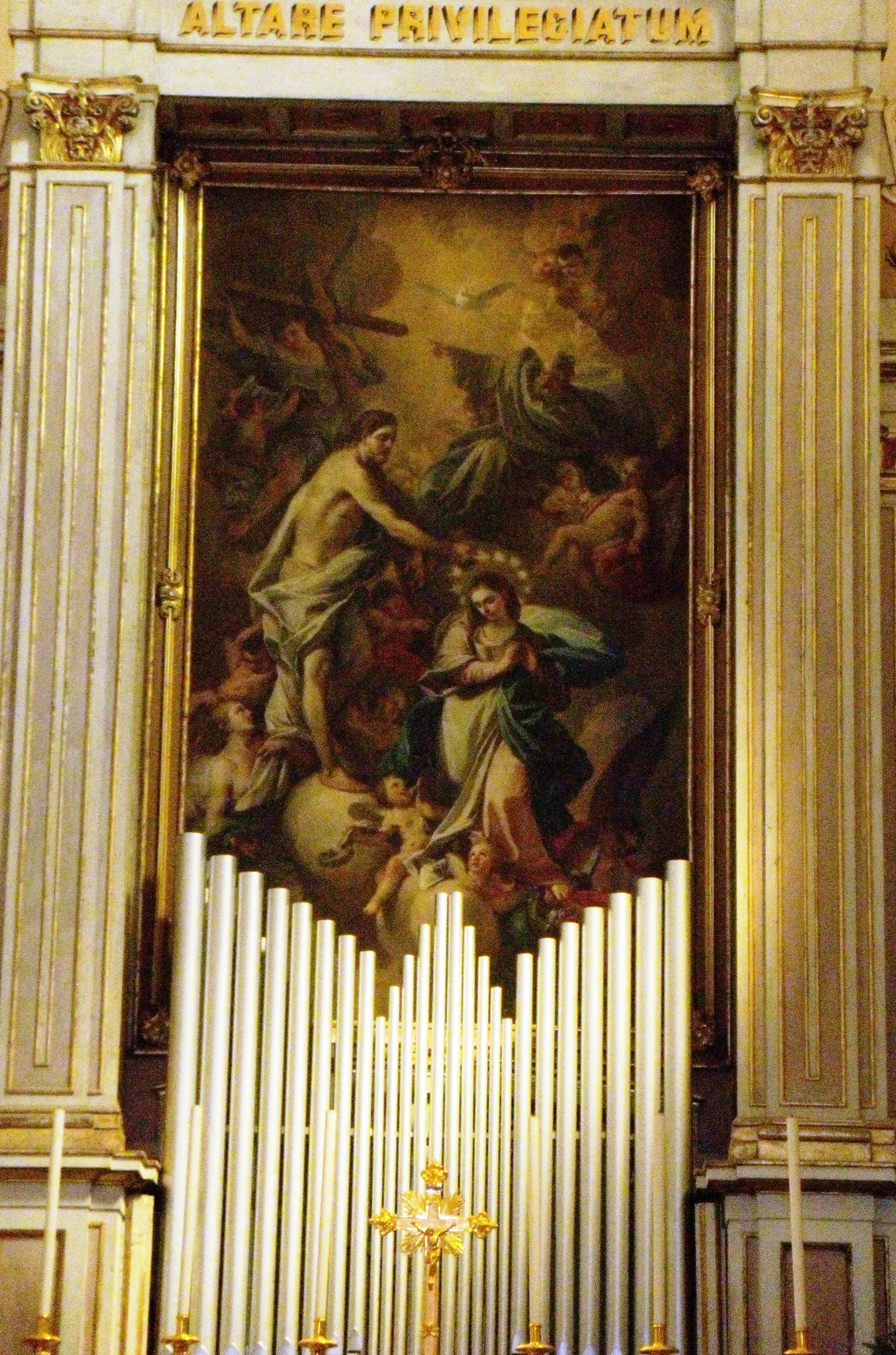
Particolare dell'altare maggiore.

### Esterno
La facciata in pietra locale lavorata venne completata nel 1736 ad opera di mastro Antonio Di Lella su progetto del regio ingegnere Bartolomeo Tritta, autore anche delle scalinate della Collegiata di San Martino e dell'esterno della chiesa di Santa Maria di Costantinopoli.
Il progetto originario di mons. De Bellis (1690) prevedeva un prospetto semplice con un solo campanile verso il seminario diocesano.
La facciata ha due ordini di lesene il primo con capitelli di ordine dorico ed il secondo di ordine ionico.
I due tozzi campanili, con la parte superiore a base ottagonale, terminano con due cupolette a "cipolla" rivestite da embrici maiolicati gialli e verdi. La loro disposizione non è uguale perché quella del campanile a ponente venne rifatta a seguito di un cedimento subito dal terremoto del 1805.
Le tre vetrate policrome sono state aggiunte durante gli ultimi lavori di restauro eseguito a seguito del terremoto del 1980. Sono state eseguite da T. Musto e raffigurano sant'Antonio di Padova (a sinistra), l'Assunzione della Vergine (al centro) e la Madonna regina del mondo (a destra). 

### Interno
L'interno è a croce latina con tre navate ed è ricco di decorazioni a stucco tipicamente settecentesche eseguite da Giacomo Caldarisi e da Benedetto Silva.
Gli altari laterali e della crociera posseggono pregevoli dipinti del XVIII secolo, di autori locali e napoletani.

#### Navata sinistra
- Primo altare a sinistra: Santa Maria della Pietà o "Il Compianto sul Cristo morto", tela firmata e datata 1785 da Roberto Fischetti, ultimo figlio del famoso Fedele Fischetti. La Madonna è raffigurata mentre piange la morte di Gesù, disteso sulle ginocchia della madre. Una donna inginocchiata piange tenendo per mano il braccio senza vita di Gesù mentre altre due donne compiangono la morte del Cristo dietro la Madonna, in piedi. In alto un putto piange strofinandosi gli occhi mentre un altro putto ha le mani giunte nell'atto della preghiera. Il paesaggio sullo sfondo, dai colori cupi, fa evincere ancora di più la tristezza dell'episodio.
- Secondo altare a sinistra: Sant'Antonio di Padova, scultura lignea di ignoto. Il 13 giugno di ogni anno viene esposta e portata in processione la statua argentea del Santo che per il resto dell'anno viene conservata in un luogo ignoto. La statua argentea, eseguita a Napoli nella metà del XVII secolo, era custodita inizialmente nella chiesa patronale di Sant'Antonio ma a causa della cacciata dei frati che la custodivano e di un furto mal riuscito ad opera degli occupanti francesi, venne trasferita nell'episcopio. Secondo la tradizione popolare i ladri caricarono la statua su un carro trainato da buoi che, arrivato al bivio di San Lorenzello che conduce alla località "epitaffio" di San Salvatore Telesino, si fermò improvvisamente. Invano i ladri si adoperarono per far avanzare il carro: la statua era diventata pesantissima e i malviventi dovettero darsi alla fuga per evitare di essere scoperti. Nel luogo dove si fermò il carro venne fondata un'edicola votiva che è ancora oggi esistente.[9] Sant'Antonio da Padova venne dichiarato ufficialmente "Patronus Principalis" di Cerreto Sannita nel 1731 da mons. Baccari. Ma da molti anni prima era venerato dai cerretesi come tale come si evince da un processo matrimoniale del 1616 dal quale si apprende che la denuncia di matrimonio tra i promessi sposi Giovan Angelo Mazzacane e Camilla Salomone avvenne "nella festa di S. Antonio da Padua, Protectore della sopradetta Terra di Cerreto". Nel 1721 Giovan Camillo Rosato, dopo aver baciato la reliquia nel petto della scultura argentea custodita nel Duomo, riacquistò la parola persa durante una lunga malattia. Nel 1733 gli amministratori dell'Universitas deliberarono l'offerta annua di venti libbra di cera bianca lavorata in occasione della festa patronale.
- Terzo altare a sinistra: San Michele Arcangelo, dipinto di ignoto. Il Santo con la mano destra regge una spada infuocata mentre è nell'atto di trafiggere Lucifero, raffigurato in basso. Con la mano sinistra invece indica un triangolo dentro al quale è scritta la celebre frase latina Quis ut Deus (Chi è come Dio?) che secondo la tradizione sarebbe stata pronunciata dall'Arcangelo all'atto di uccidere Lucifero.

#### Navata destra
- Primo altare a destra: Sacra Famiglia o presentazione di San Giovannino, tela del Gagliardo. A destra è raffigurata la Madonna, seduta, mentre tiene in braccio Gesù. Dietro alla Madonna, con un braccio poggiato sulla colonna, è San Giuseppe. A sinistra c'è Santa Elisabetta, inginocchiata, che tiene con una mano il giovane San Giovanni Battista. Di fianco alla madre del Battista è il padre di quest'ultimo, San Zaccaria. In basso sono siti due simboli cristiani: l'agnello e la croce.
- Secondo altare a destra: Vergine col Bambino ed i Santi Filippo ed Emidio, dipinto del De Leone. La Madonna è raffigurata seduta su una nuvola con Gesù in piedi, al suo fianco. I due Santi la invocano in ginocchio; San Filippo ha in mano il suo cuore ardente di luce e di fede. Sullo sfondo si intravede una balaustra ben disegnata.
- Terzo altare a destra: San Vincenzo Ferreri, tela del Morla.

#### Transetto
Nel transetto vi sono due tele del D'Amalfi, sull'altare a sinistra San Francesco di Sales con i santi Francesco Saverio ed Ignazio e su quello a destra San Antonino abate con i santi Luigi Gonzaga e Antonio di Padova.
Al di sotto del transetto sono site le sepolture dei canonici e dei vescovi, le cui lapidi sono state ricoperte dall'attuale pavimentazione in marmo. La sepoltura dei canonici è sita nel transetto destro, quella dei vescovi nel transetto sinistro. Dalle pietre di apertura delle due tombe partono altrettanti brevi scalinate che immettono nei due ipogei, ciascuno della misura di metri 6x3,5. Nella sepoltura dei vescovi è sita una mattonella in ceramica cerretese datata 1740.

#### Cappella del Santissimo Sacramento
Nella cappella a sinistra del presbiterio vi è un dipinto firmato da Roberto Fischetti (1785), ultimo figlio del più noto Fedele, raffigurante l'Ultima cena. Nella stessa cappella è collocato il busto del vescovo Luigi Sodo, proclamato servo di Dio dalla Chiesa cattolica; sotto il busto è sito il suo sepolcro.

#### Cappella dell'Immacolata
Nella cappella a destra del presbiterio vi sono due busti lignei del Gori raffiguranti San Giuseppe col Bambino e Sant'Anna con la Madonna. Sull'altare è sita una statua lignea della Madonna Immacolata mentre nel pavimento è il sepolcro di mons. Salvatore del Bene, vescovo dal 1929 al 1957. Nell'ambiente adiacente a questa cappella è conservato il sepolcro del vescovo Biagio Caropipe.

#### Presbiterio
Nel presbiterio vi è l'altare maggiore in marmi policromi del Pagano, alle spalle del quale si trovano l'organo a canne della ditta Continiello (1970) e la tela di Michele Foschini raffigurante la Santissima Trinità e l'incoronazione della Vergine. Sulle pareti laterali vi sono due affreschi del Palumbo (1780) raffiguranti Gesù tentato dal diavolo e Gesù consolato dagli angeli.
Nell'altare maggiore sono custodite le reliquie di San Palerio di Telese e del suo diacono Equizio.